# 김영희 (1963년)
김영희(金英姬, 1963년 1월 3일~)은 대한민국의 제5대 부산광역시의원이었다. 부산광역시 영도구 출신이다.

## 학력
- 부산영선국민학교 졸업
- 부산남여자중학교 졸업
- 영도여자고등학교 졸업
- 부산대학교 사학과 졸업
- 창원대학교 노동대학원 석사 졸업

## 경력
- 2006.07~2010.06 제5대 부산광역시의회 의원
- 2006.07~2008.07 제5대 부산광역시의회 전반기 운영위원회 위원
- 2006.07~2008.07 제5대 부산광역시의회 전반기 기획재경위원회 위원
- 2006.07~2008.07 제5대 부산광역시의회 전반기 예산결산특별위원회 위원
- 2006.07~2006.07 제5대 부산광역시의회 윤리특별위원회 위원
- 2006.10~2006.10 제5대 부산광역시의회 산업·물류용지이용실태행정사무조사위원회 위원
- 2008.07~2010.06 제5대 부산광역시의회 후반기 운영위원회 위원
- 2008.07~2010.06 제5대 부산광역시의회 후반기 보사환경위원회 위원
- 2008.07~2010.06 제5대 부산광역시의회 후반기 예산결산특별위원회 위원
- 부산시 고용심의위원회 위원
- 부산시 환경보전자문위원회 위원
- 부산시 여성가족개발원 자문위원
- 부산 지역노동조합총연합 교육부 부장
- 영남노동운동연구소 부소장
- 부산일보 독자위원회 위원
- 진보신당 부산시당 위원장
- 부산지방노동위원회 조정담당 공익위원
- 전국 민주노동조합총연맹 부산지역본부 자문위원
- 부산 장애인자립생활센터 운영위원회 위원
- 노동당 부산시당 위원장

## 저서
- 나는 시의회로 출근한다

## 역대 선거 결과
|  | 12.58% |

|  | 2.75% |